# 烏克蘭中央選舉委員會
乌克兰中央选举委员会（烏克蘭語：Центральна виборча комісія України，羅馬化：Tsentralna vyborcha komisiia Ukrainy，缩写：ЦВК，中文音譯采韋卡）是乌克兰國家常设独立合议机构，根据乌克兰宪法和法律行事，负责组织安排和进行乌克兰总统和议会选举以及各级地方选举，按照烏克蘭憲法和法律规定的程序和法律框架管理全乌克兰和地方公投。

## 外部鏈接
- Official website （页面存档备份，存于）
- Shapoval, V. Central Election Commission (ЦЕНТРАЛЬНА ВИБОРЧА КОМІСІЯ) （页面存档备份，存于）. Encyclopedia of History of Ukraine. 2013

50°25′40″N 30°32′28″E / 50.42778°N 30.54111°E